# Sigismondo Chigi
Sigismondo Chigi (ur. 19 sierpnia 1649, zm. 30 kwietnia 1678) – włoski kardynał, bratanek papieża Aleksandra VII (1655–1667) i kuzyn kardynała Flavio Chigi (1631–1693).

## Życiorys
Miał niespełna sześć lat, gdy jego wuj, kardynał Fabio Chigi, został papieżem Aleksandrem VII. Przeznaczony do stanu duchownego, małoletni Sigismondo został przypisany do zakonu rycerskiego joannitów i od razu mianowany wielkim przeorem tego zakonu w Rzymie (1658). Funkcję tę sprawował aż do śmierci.
W 1667 zmarł Aleksander VII i jego następcą został Klemens IX (1667–1669), którego Aleksander VII uczynił sekretarzem stanu oraz kardynałem. Chcąc wyrazić swą wdzięczność wobec poprzednika, w   ramach tzw. gestu rendere il cappello, na swym pierwszym konsystorzu 12 grudnia 1667 mianował  18-letniego Sigismondo kardynałem diakonem, udzielając mu przy okazji dyspens z powodu młodego wieku, braku nawet niższych święceń oraz obecności jego kuzyna Flavio w Kolegium Kardynalskim. 30 stycznia 1668 otrzymał on jako tytularną diakonię kościół S. Maria in Domnica, który 19 maja 1670 wymienił na San Giorgio in Velabro. W 1668 został członkiem Kongregacji ds. Soboru Trydenckiego, a w 1670 dodatkowo członkiem Kongregacji ds. Wód Doliny Chiana, Kongregacji Konsystorialnej, Kongregacji Indeksu, Kongregacji ds. Odpustów i Świętych Relikwii oraz Kongregacji ds. Obrzędów. Uczestniczył w Konklawe 1669–1670 i konklawe 1676. W latach 1673–1676 był legatem (namiestnikiem) apostolskim w Ferrarze.
Sigismondo Chigi zmarł w swoim rzymskim pałacu w wieku zaledwie 28 lat.